# Musikjahr 1552
Liste der Musikjahre

◄◄ | ◄ | 1548 | 1549 | 1550 | 1551 | Musikjahr 1552 | 1553 | 1554 | 1555 | 1556 | ► | ►►

Weitere Ereignisse
Dieser Artikel behandelt das Musikjahr 1552.

## Ereignisse

### Heiliges Römisches Reich

#### Hofkapelle von Kaiser Karl V.
- Thomas Crécquillon ist seit dem Jahr 1540 „maistre de la chapelle“ am Hof von Kaiser Karl V.
- Nicolas Payen wirkt seit 1540 in der Hofkapelle von Kaiser Karl V. als clerc d’oratoire und chapelain des hautes messes.

#### Hofkapelle der Regentin Maria von Ungarn
- Benedictus Appenzeller ist seit 1536 Sänger am habsburgischen Hof der Regentin Maria von Ungarn in Brüssel und seit 1537 Leiter der Chorknaben (maître des enfants).

#### Hochstift Lüttich
- Ludovicus Episcopius wirkt ab 19. Oktober 1545 als zangmeester an der Kollegiatkirche St. Servatius in Maastricht. Er bekommt mehrere Benefizien und wird Mitglied der Bruderschaft der Kapläne als einer der scriptores chori. Diese Stellung behält er bis ins Jahr 1566.
- Jean De Latre ist seit November 1544 in der Nachfolge von Adam Lauri succentor an der Kirche St. Martin in Lüttich. Er leitet die Kapelle der Kirche fast 20 Jahre lang mit Geschick und Erfolg. Ebenfalls seit 1544 wirkt De Latre als Kapellmeister des Lütticher Fürstbischofs Georg von Österreich, einem humanistisch gesinnten Musikfreund. Hier hat er den Nutzen wichtiger Kontakte zu anderen Künstlern wie Lambert Lombard (1506–1566) und Franciscus Florius (1516–1570) und zu weiteren wichtigen Personen im Umkreis des Bischofs. 1552 widmet er seinem Dienstherrn eine Chansonsammlung.

#### Grafschaft Holland
- Cornelis Boskoop ist seit dem 1. Mai 1551 und bis Frühjahr 1554 Organist an der Grote Kerk in Alkmaar.

#### Grafschaft Flandern
- Jacobus Clemens non Papa, der von 1. Oktober bis zum 24. Dezember 1550 als Sänger und Komponist im Dienst der Marienbruderschaft in ’s-Hertogenbosch stand, hält sich – worauf wenige Hinweise deuten – danach in Ypern auf.
- Christian Hollander ist als „Christiaen Janszone, gheseyed de Hollandere“ seit dem 1. Juni 1549 Singmeister an der Kirche St. Walburga in Oudenaarde. Diese Stellung hat er bis 1557 inne.

#### Markgrafschaft Antwerpen
- Antoine Barbé hat – nach den Akten der Kathedrale von Antwerpen – von 1527 bis 1562 die Stelle des Kapellmeisters inne.
- Tielman Susato, der 1543 in Antwerpen ein dreijähriges Druckerprivileg erhalten hat, bringt in den Jahren zwischen 1543 und 1561 drei Bände mit Messkompositionen heraus, 19 Motetten- und 22 Chansonbücher, darüber hinaus eine Serie mit elf Bänden Musyck Boexken. Zwischen 1943 und 1552 erscheinen seine 30 Chansons zu vier bis sechs Stimmen in 8 Auflagen und 1552 seine 30 Chansons in dem Tiers livre des chansons zu zwei bis drei Stimmen. Seine Publikationen sind in der Mehrheit Sammelbände mit Werken mehrerer Komponisten. Seit 1531 ist Susato außerdem Mitglied der Antwerpener Stadtmusikanten; er spielt die Instrumente Flöte, Blockflöte, Krummhorn, Feldtrompete und Posaune und hat vielleicht auch die abendlichen Andachten der Bruderschaft begleitet.
- Gérard de Turnhout ist seit dem Jahr 1545 Chorsänger an der Liebfrauenkirche in Antwerpen.

#### Tournai
- Nicolas Gombert ist Kanoniker in Tournai, wo er seit 1534 eine kirchliche Sinekure innehat. Sein Name erscheint nicht in der Liste der Geistlichen, die in Tournai Messen gelesen haben, und er übt wohl keine priesterlichen Funktionen mehr aus. Hier dürfte er auch Pierre de Manchicourt kennen gelernt haben.
- Pierre de Manchicourt ist seit 1545 Kapellmeister und Lehrer der Chorknaben an der Kathedrale von Tournai. Eine zeitgenössische Würdigung erhält Manchicourt durch den französischen Dichter François Rabelais (im Prolog seines Quart livre, 1552).

#### Vereinigte Herzogtümer Jülich-Kleve-Berg
- Martin Peudargent ist Hofkomponist in den Diensten von Wilhelm V. von Jülich-Kleve-Berg.

#### Kurfürstentum Sachsen
- Wolfgang Figulus, der von 1549 bis 1551 als Thomaskantor der Thomasschule in Leipzig gewirkt hat, ist von 1551 bis zu seiner Pensionierung 1588 Kantor und Lehrer an der Fürstenschule in Meißen. Er unterrichtet die Fächer Musik, Latein und Religion und sorgt für die musikalische Gestaltung der Gottesdienste in der Afrakirche.
- Hermann Finck ist seit 1545 Student an der Universität Wittenberg. Hier wird er ab dem Jahr 1554 Gesang und Instrumentalmusik lehren.
- Nikolaus Selnecker studiert seit dem 29. April 1550 an der Universität Wittenberg. Die Freundschaft seines Vaters mit Philipp Melanchthon öffnet ihm das Haus des Präzeptors.
- Antonio Scandello, der 1549 mit fünf weiteren „welschen Musikern“ von Kurfürst Moritz von Sachsen bei einer Italienreise eingestellt wurde, ist Mitglied der Dresdner Hofkapelle.

#### Erzstift Magdeburg
- Martin Agricola ist Kantor in Magdeburg.

#### Herzogtum Bayern
- Ludwig Daser erhält 1552 in der Münchner Hofkantorei die Kapellmeisterstelle.
- David Köler, dem ein Stipendium den Besuch der Lateinschule in Zwickau ermöglicht hatte, studiert seit 1551 in Ingolstadt.
- Mattheus Le Maistre hat wahrscheinlich vor 1554 am bayerischen Hof in München gewirkt, dessen Kapelle von Ludwig Daser geleitet wird. Das folgert der deutsche Musikforscher Adolf Sandberger (Leipzig 1894/95) aus der Tatsache, dass eine größere Anzahl von Kompositionen (Messen, Responsorien und lateinische Motetten) sich in den überlieferten manuskriptmäßigen Chorbüchern der damaligen Münchener Hofkapelle befinden. Hierauf deutet auch ein Eintrag in den Rechnungsbüchern des Hofzahlamts aus dem Jahr 1552 hin, in dem ein „Mathesz Nidlender“ erwähnt ist. Er kann somit als erster ausländischer Musiker am bayerischen Hof gelten.

#### Reichsstadt Nürnberg
- Adrianus Petit Coclico, der von 1547 bis 1550 am Hof von Herzog Albrecht von Brandenburg in Königsberg tätig war, ist seit Ende 1550 in Nürnberg und hat Aufnahme im Haus des Musikverlegers Johann Berg gefunden. 1552 erscheint in Nürnberg Coclicos musiktheoretische Abhandlung Compendium musices, in der er Nicolas Champion, Josquin Deprez, Pierre de la Rue, Nicolas Gombert und Jean Courtois zur Gruppe der musici praestantissimi (ausgezeichneten Musiker) zählt. 1552 entsteht auch ein Holzschnitt-Bildnis des Komponisten von einem unbekannten Künstler.
- Georg Forster lebt seit 1548 in Nürnberg, wo er zum Leibarzt von Abt Friedrich zu Hailsbronn ernannt wurde. In Nürnberg bleibt er 20 Jahre bis zu seinem Tod.
- Hans Gerle veröffentlicht 1552 in Nürnberg bei Hieronymus Formschneider seinen dritten Band mit Lautenmusik Eyn newes sehr künstlichs Lautenbuch [...].

#### Kurpfalz
- Jobst von Brandt ist seit 1548 Hauptmann in Waldsassen (Oberpfalz) und Verwalter des dortigen Klosters sowie Pfleger von Liebenstein bei Tirschenreuth.
- Sebastian Ochsenkun ist seit 1544 Lautenmeister am kurpfälzischen Hof in Heidelberg.
- Stephan Zirler, der kurfürstlicher Hofbeamter am Hof von Kurfürst Friedrich III. ist, wird in den Unterlagen des Hofs ab 1552 als pfälzischer Botenmeister geführt.

#### Freiburg im Breisgau
- Glarean ist seit 1529 Professor der Poetik in Freiburg im Breisgau. Dort lehrt er bis zu seiner Emeritierung 1560 Poetik, Geschichte und Geografie.

#### Herzogtum Württemberg
- Sigmund Hemmel, der seit 1544 Tenorist in der Hofkapelle von Herzog Ulrich von Württemberg in Stuttgart war, übernimmt beginnend mit dem Neujahrstag 1552 den Kapellmeisterposten mit einem Gehalt von 50 Gulden.

#### Straßburg
- Wolfgang Dachstein ist seit 1541 Organist am Straßburger Münster und zugleich Musiklehrer am dortigen Gymnasium. Er fügt sich dem Augsburger Interim und bleibt dadurch in seinem Amt.

#### Erzherzogtum Österreich
- Arnold von Bruck, der seit der zweiten Jahreshälfte 1527 in Wien Kapellmeister des österreichischen Regenten Erzherzog Ferdinand (des späteren Königs und Kaisers Ferdinand I.) war, lebt seit dem Jahr 1548 nachweislich in Linz, wo er schon seit dem Jahr 1543 an der Trinitätskapelle des Linzer Doms die hochangesehene und bestdotierte Dreifaltigkeitspfründe (Beneficium Sanctae Trinitatis) besitzt; dienstliche Pflichten muss er hier nicht wahrnehmen.
- Jakob Buus, der seit dem 15. Juli 1541 Organist der 2. Orgel des Markusdoms in Venedig war und im Spätherbst 1550 vier Monate Urlaub zur Regelung persönlicher Dinge bekam, in welchem er nach Wien reiste, ist seitdem Mitglied der kaiserlichen Hofkapelle und Organist in Wien.
- Jacobus Vaet verlässt Ende 1551 oder Anfang 1552 die Dienste von Kaiser Karl V. und geht an die Kapelle von Erzherzog Maximilian nach Wien, wo er bis zu seinem Tod bleiben wird.

#### Königreich Böhmen
- Nikolaus Herman ist Kantor und Lehrer an der Lateinschule in St. Joachimsthal. Hier arbeitet er unter anderem mit Johannes Mathesius zusammen, der dort ab 1532 als Rektor der Schule und ab 1540 als Pfarrer amtiert.

#### Alte Eidgenossenschaft
- Guillaume Franc ist seit 1545 Kantor an der Kathedrale und Lehrer an der Akademie in Lausanne.
- Homer Herpol, ein Schüler von Heinrich Glarean in Freiburg im Breisgau, ist seit 1550 Kantor an der Kirche St. Nikolaus in Freiburg (Schweiz).

#### Herzogtum Modena und Reggio
- Cipriano de Rore, der 1546 von Herzog Ercole II. d’Este (1508–1559) als Kapellmeister an seinen Hof nach Ferrara geholt wurde, wirkt hier fast zwölf Jahre lang fast ohne Unterbrechung, nachdem Ferrara zuvor schon als herausragendes Zentrum der Künste, besonders der Musik, bekannt ist. Während dieser Zeit schreibt de Rore dort mindestens 107 Werke für die Familie d’Este sowie für Mitglieder der geistlichen und weltlichen Oberschicht Europas. Seine Werke sind größtenteils in sieben Madrigalbüchern erhalten.

#### Herzogtum Toskana
- Paolo Aretino, der bis 1547 als Kantor am Dom von Arezzo gewirkt hat, ist danach bis zu seinem Tode im Jahr 1584 an Santa Maria della Pieve, ebenfalls in Arezzo, tätig.
- Francesco Corteccia steht seit dem Jahr 1539 im Dienst der Familie de’ Medici und bekleidet die Stelle des Kapellmeisters am Hofe des Herzogs Cosimo I.
- Nicolao Dorati wirkt seit 1543 in der Stadtkapelle von Lucca, zunächst als Posaunist und ab 1557 für über 20 Jahre als Kapellmeister.
- Matteo Rampollini steht in den Diensten der Medici in Florenz. Zwischen 1547 und 1552 lebt er anscheinend mit seinem Bruder Jacopo im Viertel Santa Croce zusammen.

### Königreich England

#### Chapel Royal von Eduard VI.
- John Sheppard wird etwa 1552 zum „Gentleman of the Chapel Royal“ in London ernannt.
- Thomas Tallis, der 1543 zum „Gentleman of the Chapel Royal“ in London ernannt wurde, bekleidet dieses Amt in den folgenden vierzig Jahren.

#### Diözese Ely
- Christopher Tye, der an der Universität Cambridge studierte und dort und in Oxford im Fach Musik promovierte, ist seit ca. 1543 Master of the Choristers an der Kathedrale von Ely und hat diese Stellung bis 1561 inne.

### Königreich Frankreich

#### Chapelle Royale von Heinrich II.
- Jacotin Le Bel ist Mitglied der Hofkapelle des französischen Königs Heinrich II.
- Pierre Sandrin ist von 1549 bis 1560 Kanonikus der Chapelle Royale.
- Claudin de Sermisy ist Mitglied der Hofkapelle. Seit dem Jahr 1533 ist der Komponist als sous-maître über alle Musiker der königlichen Kapelle tätig; die administrative Leitung hat Kardinal François de Tournon, ein enger Vertrauter des Königs. Als sous-maître leitet de Sermisy die Aufführungen der etwa 40 erwachsenen Sänger und sechs Chorknaben, welche die königliche Kapelle während der 1530er und 1540er Jahre besitzt; darüber hinaus ist er für das Wohl der Knaben verantwortlich und hat die Aufsicht über die liturgischen und musikalischen Bücher der Kapelle. Er übt dieses Amt bis etwa 1553 aus und teilt sich den Titel und die Aufgaben 1547–1553 mit Hilaire Rousseau. Zu seinen Lebzeiten wird Sermisy in ganz Europa bewundert. Der Publizist Maximilian Guillaud wendet sich etwa im September 1552 in seinen „Rudiments de musique practique“ (erschienen Paris 1554) an den „excellent musicien monsieur maistre Claude de Sermisy“.

#### Lyon
- Loys Bourgeois, der spätestens seit 1545 Kantor und Lehrer an der Kathedrale Saint-Pierre und in der städtischen Pfarrei Saint-Gervais in Genf war, kehrt 1552 von einem dreimonatigen Urlaub zur Drucklegung von Psalm-Sätzen in Frankreich nicht mehr nach Genf zurück und lebt zunächst als maître musicien in Lyon.
- Die von Henry Fresneau überlieferten Kompositionen lassen den Schluss zu, dass er seit 1538 und bis 1554 in Lyon gewirkt hat.
- François Roussel, der von 1548 bis 1550 als Kapellmeister der Cappella Giulia am Petersdom in Rom tätig war, wirkt in den 1550er Jahren möglicherweise in Lyon.

#### Paris
- Pierre Attaingnant, der um 1527/1528 eine Variante des Notendrucks erfunden hat, die das Drucken in einem Arbeitsgang erlaubt, veröffentlicht von 1528 bis 1552 in Paris mehr als 50 Chansonsammlungen und einige „Tanzbücher“. Attaingnant stellt pro Auflage 1000 und mehr Exemplare her. Er ist mit seiner Variante des Notendrucks ein Pionier und Vorbild für viele Notendrucke des 16. und 17. Jahrhunderts und Inhaber des königlichen Monopols, das nach seinem Tod am 16. Februar 1552 an Robert Ballard und Adrian Le Roy (Le Roy & Ballard) neu vergeben wird.
- Pierre Certon wirkt seit 1529 in Paris an Notre-Dame und ist hier seit 1542 Leiter des Knabenchores.
- Claude Goudimel studiert wahrscheinlich seit 1549 und bis 1557 an der Universität Paris und hat im Verlagshaus von Nicolas Du Chemin (1520–1576) seit 1551 das Amt eines Korrektors. Zwischen 1549 und 1554 entstehen seine ersten Chansons.
- Clément Janequin, der seit 1534 Kapellmeister der Kathedrale von Angers war, steht seit 1549 in Paris in den Diensten des Herzogs von Guise.
- Adrian Le Roy, der aus einer Kaufmannsfamilie stammt und 1551 in Paris mit seinem Vetter Robert Ballard den Musikverlag Le Roy & Ballard gegründet hat, fungiert als dessen musikalischer Leiter. In kurzer Zeit gelangt er an die Spitze der Pariser Gesellschaft und begegnet in den Pariser Salons vielen anderen Künstlern seiner Zeit.

### Italienische Staaten

#### Kirchenstaat
- Leonardo Barré, ein Schüler von Adrian Willaert in Venedig, ist seit 1537 Sänger der päpstlichen Kapelle in Rom. Diese Anstellung behält er bis 1555.
- Ghiselin Danckerts ist seit 1538 Sänger der päpstlichen Kapelle in Rom. Er wird dieses Amt bis 1565 ausüben.
- Domenico Ferrabosco, der seit 1546 Kapellmeister der Cappella Giulia am Petersdom in Rom war, ist seit 1551 Sänger der päpstlichen Kapelle.
- Orlando di Lasso, der ab Herbst 1544 für Ferrante I. Gonzaga, Vizekönig von Sizilien und Feldherr von Kaiser Karl V. tätig war, steht mit knapp 20 Jahren, zwischen Dezember 1551 und Mai 1552, im Dienst von Antonio Altoviti, Erzbischof von Florenz, der sich infolge einer Familienfehde nach Rom abgesetzt hat. Welche Funktion der junge Komponist bei ihm innehatte, ist nicht überliefert. Musikhistoriker halten es für möglich, dass Ferrante seinen Schützling Orlando bewusst zu diesem frankophilen Würdenträger entsandt hat, um durch ihn Informationen über dessen politische Absichten zu erlangen. Altoviti ist Musikkenner und unterstützt den Komponisten Giovanni Animuccia (um 1514–1571), der in einer Widmung 1552 von einer „neuen Musik“ spricht, womit er auf die aktuelle Kontroverse über Tongeschlechter zwischen Nicola Vicentino und Vicente Lusitano seit Juni 1551 in Rom anspielt. Orlando lernt damals wohl diese neuen Tendenzen kennen und wird später, in seinem ersten Antwerpener Druck von 1555, auf sie hinweisen. Zwischen Mai 1552 und März 1553 könnte er in Rom in Kreisen neapolitanischer Exilanten verkehrt haben, Anhänger des frankreichtreuen Fürsten von Salerno, Fernando Sanseverino, Erzfeind Ferrante Gonzagas, der danach strebte, Neapel von der Herrschaft Spaniens zu befreien. Zu diesen Exilanten gehört auch einer der bekanntesten Komponisten neapolitanischer Lieder, Giovanni Domenico da Nola.
- Giovanni Pierluigi da Palestrina ist seit 1. September 1551 als Nachfolger von Rubinus Mallapert (um 1520–1573) magister cantorum an der Cappella Giulia der Peterskirche in Rom.
- Giuliano Tiburtino ist 1552 Sänger in der päpstlichen Kapelle in Rom.
- Giaches de Wert, der wahrscheinlich vom Grafen von Novellara und Bagnolo, Giulio Cesare Gonzaga, aufgezogen wurde, erhält seine weitere Ausbildung nach dem Tod des Grafen von dessen Neffen, Graf Alfonso I. Gonzaga, der – wie sein Onkel – hohe Ämter am päpstlichen Hof in Rom innehat. Wert hält sich ab 1551 großenteils in Novellara, der Residenzstadt dieses Zweigs der Familie Gonzaga, auf, ab 1552 auch mehrfach in Mantua.

#### Markgrafschaft Montferrat
- Jachet de Mantua ist spätestens seit 1535 Magister der Kapellknaben und Kapellmeister an der Kathedrale St. Peter und Paul in Mantua. In Mantua hat er durch seine direkte Unterstellung unter den Kardinal eine Sonderstellung inne. Seine Bekanntheit beruht auch auf zahlreichen Veröffentlichungen seiner Werke, mit der Folge, dass sehr viele zeitgenössische Autoren sich in ihren Schriften mit seinem Wirken auseinandersetzen.

#### Herzogtum Urbino
- Dominique Phinot ist – wie zwei Dokumente aus dem Archiv der Stadt Urbino, datiert auf den 26. März 1545 und auf den 20. November 1555, belegen – bei Herzog Guidobaldo II. von Urbino angestellt.

#### Republik Venedig
- Baldissera Donato ist seit 1550 als Sänger (zunächst an San Marco in Venedig) aktiv und wirkt auch in der Ausbildung der Sänger.
- Antonio Gardano, der seit 1532 in Venedig lebt und hier einen Musikverlag und eine Druckerei gegründet hat, gibt zwischen 1538 und 1569 rund 450 Publikationen, vor allem Madrigale und geistliche Musik heraus. Von den noch 388 erhaltenen Drucken sind nur zwei nicht musikalischen Inhalts.
- Gioseffo Guami soll sich zwischen 1550 und 1560 in Venedig aufgehalten haben und dort Schüler von Adrian Willaert und Annibale Padovano gewesen sein.
- Francesco Londariti, der 1549 als bereits berühmter Musiker Kreta verlassen hat, hat eine Anstellung als Cantore (Sänger) am Chor des Markusdoms in Venedig unter dem Kapellmeister Adrian Willaert. Aus dieser Position hat er Zugang zu Venezianer Adelskreisen, in denen Kunst, Musik und Literatur stark gefördert werden und wo er zu den angesehensten Musikern zählt. 1552 wird er für ein unbekanntes, schwerwiegendes Vergehen mit dem vorläufigen Verlust seiner geistlichen Titel bestraft, offenbar drohte ihm auch die Exkommunikation.
- Annibale Padovano ist von 1552 bis 1565 erster Organist am Markusdom in Venedig. Padovano ist an der Einführung des wechselseitigen Musizierens der zwei auf gegenüberliegenden Emporen postierten Orgeln und Chöre beteiligt, woraus sich mit Adrian Willaert die Venezianische Mehrchörigkeit entwickelt.
- Girolamo Parabosco ist erster Organist am Markusdom in Venedig.
- Costanzo Porta lebt seit 1549 in Venedig und ist dort Schüler des Komponisten Adrian Willaert.
- Vincenzo Ruffo, der nach der Priesterweihe zunächst nur geistliche Ämter in Verona und Mailand versah, wirkt seit 1551 – nach der Rückkehr in seine Heimatstadt Verona – als Maestro di musica an der Accademia Filarmonica.
- Adrian Willaert ist seit dem 12. Dezember 1527 Domkapellmeister zu San Marco in Venedig. Der Komponist behält dieses Amt 35 Jahre lang bis zu seinem Tod; erst durch sein Wirken bekommt diese Stelle ihre in ganz Europa herausragende Bedeutung.

### Königreich Polen

#### Hofkapelle von Sigismund II. August
- Valentin Bakfark ist von 1549 bis 1566 Lautenist am Hof des polnischen Königs und Großfürsten von Litauen Sigismund II. August in Vilnius.
- Mikołaj Gomółka lebt am Hof von König Sigismund II. August von Polen. Seit 1548 ist er Schüler eines königlichen Fistulators (hervorragende Instrumentalisten des Königs) namens Jan Klaus, bei dem er zehn Jahre verbringt.
- Wacław z Szamotuł ist seit dem 6. Mai 1547 Mitglied der königlichen Kapelle von König Sigismund II. August von Polen in Vilnius.

### Spanien

#### Hofkapelle von Karl I.
- Cornelius Canis ist seit Juni 1542 Nachfolger von Thomas Crécquillon als Hofkapellmeister der Grande Chapelle von Karl I. in Madrid. Ab 19. Juni 1551 hat Canis kaiserliche Pfründen an St. Bavo in Gent inne.
- Antonio de Cabezón ist Hoforganist Karls I. und später Philipps II.

#### La Seu d’Urgell
- Joan Brudieu ist seit 1548 Kapellmeister auf Lebenszeit der Kathedrale von La Seu d’Urgell. Diese Position behält er – mit Unterbrechungen – bis kurz vor seinem Tode 1591.

#### Malaga
- Cristóbal de Morales ist seit 1551 Kapellmeister an der Kathedrale von Málaga. Er muss diese Tätigkeit jedoch schon bald aus gesundheitlichen Gründen aufgeben.

#### Salamanca

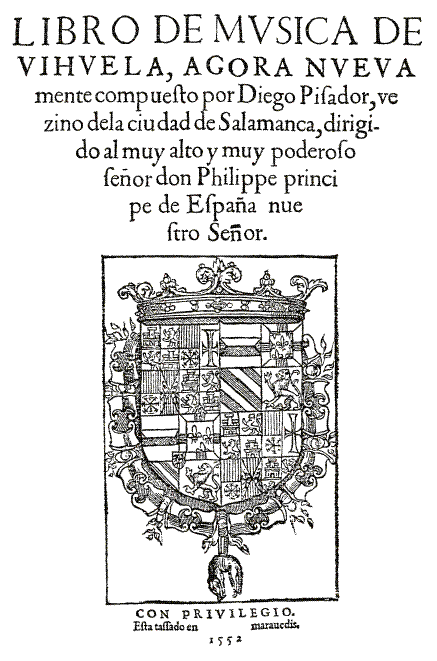
Diego Pisador – Titelseite des Libro de música de vihuela

- Diego Pisador, der nach dem Tod seiner Mutter im Jahr 1550 nach Salamanca zurückgekehrt ist, hat dort einen längeren Erbschaftsprozess (1550–1553) mit seinem jüngeren Bruder. Im Jahr 1552 veröffentlicht er eine Buchreihe mit Kompositionen für Vihuela, an der er über 15 Jahre gearbeitet haben soll. Diese Reihe gliedert sich in sieben Bücher mit 95 Kompositionen; rechnet man bei den mehrteiligen Werken die einzelnen Stücke, ergeben sich insgesamt 186 Stücke. Von den 95 Kompositionen sind 58 für Singstimme und Vihuela und 37 für Vihuela solo. Es handelt sich zum großen Teil um Intabulierungen von Werken anderer Komponisten, darunter acht fast vollständig übertragenen Messen und dreizehn Motetten von Josquin Desprez, Jean Mouton, Nicolas Gombert, Cristóbal de Morales und anderen, 22 Liedern auf spanische Texte (meist Villancicos von Pedro Guerrero (* 1520), Juan Vásquez (≈1500–n.1560) und anderen) und zehn Liedern auf italienische Texte (von V. Fontana, Giovanni Domenico da Nola und anderen). Bezüglich seiner eigenen Kompositionen zeigt sich Pisador eher als Amateurmusiker denn als professioneller Komponist. Hierzu gehören zwei Variationszyklen, über Conde Claros und über Las bacas, außerdem eine dreistimmige Pavane und 26 Fantasien (davon die Hälfte monothematisch), passos remendados genannt, wobei jeweils die Cantus firmi in der Tabulatur mit roten Zahlen und Solmisationssilben angedeutet sind. Bei den übrigen 13 Fantasien im imitativen Stil erweist sich Pisador eher als Komponist mit begrenzten Fähigkeiten für polyphone Werke.

#### Sevilla
- Francisco Guerrero ist seit 1551 Assistent von Kapellmeister Fernández de Castileja und Chorregent an der Kathedrale von Sevilla.
- Alonso Mudarra ist seit dem 18. Oktober 1546 Kanoniker an der Kathedrale von Sevilla. In dieser Stadt hat er einen bedeutenden Einfluss auf das Musikleben und bleibt dort noch 34 Jahre bis an sein Lebensende. Zu seinen Aufgaben an der Kathedrale gehört die Leitung aller musikalischen Aktivitäten. Hierzu gehören die Beauftragung von Instrumentalisten, der Kauf und die Leitung des Aufbaus einer neuen Orgel und die enge Zusammenarbeit mit Komponisten für die vielfältigen festlichen Anlässe.

## Instrumentalmusik

### Für zwei Instrumente
- Adrianus Petit Coclico
  - Bicinium super Omnis arbor: Noten und Audiodateien im International Music Score Library Project
  - Bicinium super Salve sancta parens: Noten und Audiodateien im International Music Score Library Project

### Für drei Instrumente
- Adrianus Petit Coclico
  - Carmen super Pange Lingua: Noten und Audiodateien im International Music Score Library Project
  - Fuga primi toni: Noten und Audiodateien im International Music Score Library Project
  - Fuga secundi toni: Noten und Audiodateien im International Music Score Library Project
  - Fuga tertii toni: Noten und Audiodateien im International Music Score Library Project
  - Fuga quarti toni: Noten und Audiodateien im International Music Score Library Project
  - Fuga quinti toni: Noten und Audiodateien im International Music Score Library Project
  - Fuga sexti toni: Noten und Audiodateien im International Music Score Library Project
  - Fuga septimi toni: Noten und Audiodateien im International Music Score Library Project
  - Fuga octavi toni: Noten und Audiodateien im International Music Score Library Project

### Für vier Instrumente
- Adrianus Petit Coclico
  - Carmen super O vos omnes: Noten und Audiodateien im International Music Score Library Project

### Für Gitarre
- Adrian Le Roy – Tabulature de guiterre, Livre 3 (Le Roy, Adrien): Noten und Audiodateien im International Music Score Library Project; darin:
  - Le Pied de Cheval: Noten und Audiodateien im International Music Score Library Project

### Für Laute
- Bálint Bakfark – Intabulatura Valentini Bacfarc transilvani coronensis liber primus, Lyon: Jacques Moderne
- Hans Gerle – Eyn newes sehr künstlichs Lautenbuch [...], Nürnberg: Hieronymous Formschneider: Noten und Audiodateien im International Music Score Library Project
- Adrian Le Roy – Tiers livre de luth, conténant 21 Pseaulmes: Noten und Audiodateien im International Music Score Library Project
- Guillaume Morlaye – Livres de tabulature de leut, Paris: Michel Fezendat: Noten und Audiodateien im International Music Score Library Project
- Pierre Phalèse (Hrsg.) – Hortus Musarum, Löwen: Pierre Phalèse: Noten und Audiodateien im International Music Score Library Project

### Für Vihuela
- Diego Pisador – Libro de música de Vihuela, Salamanca, sieben Bände: Noten und Audiodateien im International Music Score Library Project (gewidmet Prinz Philipp, dem späteren König Philipp II. von Spanien)
  - Band 1: Romanzen (mit diferencias, Sonette und Fantasien)
  - Band 2: Villancicos
  - Band 3: Fantasien
  - Band 4 und 5: acht Messen von Josquin des Préz
  - Band 6: Motetten spanischer und nichtspanischer Komponisten (Juan García de Basurto (≈1490–1547), Cristóbal de Morales, Josquin des Préz, Jean Mouton, Adrian Willaert und Nicolas Gombert)
  - Band 7: italienische, spanische und französische Chansons und Kanzonen, wobei die instrumentalen Partien in spanischer Tabulatur notiert sind, während die jeweilige Singstimme in Mensuralnotation oder mit roten Ziffern in der Tabulatur erscheint

## Vokalmusik

### Geistlich
- Martin Agricola – Hymnen, gesammelt von Georg Thym
- Giovanni Animuccia – erstes Buch mit Motetten zu fünf Stimmen, Rom: Aloisio & Valerio Dorico
- Adrianus Petit Coclico – Consolationes piae ex psalmis Davidicis zu vier Stimmen, Nürnberg: Johann vom Berg & Ulrich Neuber: Noten und Audiodateien im International Music Score Library Project
- Nicolas Gombert
  - Motette Tulerurnt Dominum zu acht Stimmen (= „Je prens congie“; auch Josquin zugeschrieben)
  - Magnificats Canticum Beatae Mariae Virginis deiparae iuxta suos octo tonos modulatum, Cambrai: Robert Quercentius: Noten und Audiodateien im International Music Score Library Project
    - Magnificat primi toni: Noten und Audiodateien im International Music Score Library Project
    - Magnificat secundi toni: Noten und Audiodateien im International Music Score Library Project
    - Magnificat tertii et octavi toni: Noten und Audiodateien im International Music Score Library Project
    - Magnificat quarti toni: Noten und Audiodateien im International Music Score Library Project
    - Magnificat quinti toni: Noten und Audiodateien im International Music Score Library Project
    - Magnificat sexti et primi toni: Noten und Audiodateien im International Music Score Library Project
    - Magnificat septimi toni: Noten und Audiodateien im International Music Score Library Project
    - Magnificat octavi toni: Noten und Audiodateien im International Music Score Library Project
- Jachet de Mantua – Motette Quam pulchra es amica mea zu drei Stimmen: Noten und Audiodateien im International Music Score Library Project

### Weltlich
- Josquin Baston – Si mon languir t’est grant contentement zu vier Stimmen; Intabulierung in Hortus musarum, Löwen 1552
- Pierre Certon – Premier livre de chansons . . . nouvellement composée en musique zu vier Stimmen, Paris: Le Roy & Ballard; darin:
  - Chanson J’ai le rebours: Noten und Audiodateien im International Music Score Library Project
- Jacobus Clemens non Papa – Chanson Adieu délices de mon coeur zu vier Stimmen: Noten und Audiodateien im International Music Score Library Project
- Adrianus Petit Coclico – Kanon Canon omnis consummationis: Noten und Audiodateien im International Music Score Library Project
- Nicolas Du Chemin (Hrsg.) – 26 Chansons nouvelles, Livre 10, Paris: Noten und Audiodateien im International Music Score Library Project
  1. Claude Goudimel: De plus aymer, si j'en quicte les armes
  2. Claude Goudimel: Et vray Dieu, que l'on sera ayse
  3. Clement Morel: Ung soir bien tard Guillot trouva Janette zu vier Stimmen: Noten und Audiodateien im International Music Score Library Project
  4. Antoine Cartier: Quand un bon père assiste en sa maison
  5. Estienne Du Tertre: Voicy le printemps qui rid
  6. Marc-Antoine de Muret: Ma petite colombelle zu vier Stimmen: Noten und Audiodateien im International Music Score Library Project
  7. Claude Gervaise: Helas amy, veu que ne te puis voir
  8. Jambe de Fer: Femme qui honneur veult avoir
  9. Thomas Campion: Mon cueur eslit pour soy la Marguerite zu vier Stimmen: Noten und Audiodateien im International Music Score Library Project
  10. Jean Le Gendre: J’ay bien servi, oncques ne feis offense zu vier Stimmen: Noten und Audiodateien im International Music Score Library Project
  11. Clément Janequin: Ventz hardis et légers
  12. Laurent Bonard: Resvé-je point, Dieu, est-ce point un songe?
  13. Estienne Du Tertre: Jeunes espritz, que ne sçavez comprendre
  14. Claude Goudimel: Je vois, je viens, je me pourmène zu vier Stimmen: Noten und Audiodateien im International Music Score Library Project
  15. Antoine Cartier: Hommes expers, vous dictes par science
  16. Clément Janequin: Ce petit dieu qui vole
  17. Clément Janequin: Ce may nous dit la verdure
  18. Clément Janequin: De ta bouche tant vermeille
  19. Gentian: Dieu te gard, bergière, gardant tes moutons
  20. Jacques Du Buisson: Puisque la mort par mort m'a fait oultrage
  21. Jacques Du Buisson: En contemplant vostre divinité
  22. Jakob Arcadelt: Avec les plus beaulx yeulx
  23. Clément Janequin: Di moy, ma soeur, à qui sont ces doux yeulx
  24. Maximilian Guilliaud: Je sentz en moy une flamme nouvelle
  25. Jakob Arcadelt: Dames, plorez vous point pour le département
  26. Jakob Arcadelt: Je me repute bien heureux
- Eliseo Ghibel – Madrigal Miser chi mal oprando si confida zu drei Stimmen, Venedig: Antonio Gardano: Noten und Audiodateien im International Music Score Library Project
- Nicolas Gombert
  - Crainte et espoir zu vier Stimmen
  - D’estre amoureux zu vier Stimmen
  - Plus de Venus zu vier Stimmen
  - Raison me dict zu vier Stimmen
- Claude Goudimel
  - Missa Il ne se treuve en amitié zu vier Stimmen, Paris: Nicolas du Chemin
  - Chanson Qui renforcera ma voix zu vier Stimmen: Noten und Audiodateien im International Music Score Library Project
- Jean Guyot – Chanson Vous estes si doulce et benigne zu sechs Stimmen: Noten und Audiodateien im International Music Score Library Project
- Clément Janequin – Chanson Petite nymphe folastre zu vier Stimmen: Noten und Audiodateien im International Music Score Library Project
- Claude Le Jeune – Chansons, Airs, und Canzonetten zu vier bis fünf Stimmen in verschiedenen Einzelausgaben, erschienen zwischen 1552 und 1605
- Jean de Latre – Chansons vier Stimmen, Löwen: Pierre Phalèse & Martin Rotaire
- Cipriano de Rore – Madrigali a 5 voci, Libro 3: Noten und Audiodateien im International Music Score Library Project; darin:
  - Il dì s'appressa zu fünf Stimmen: Noten und Audiodateien im International Music Score Library Project
  - Or che'l ciel et la terra e'l vento tace zu fünf Stimmen: Noten und Audiodateien im International Music Score Library Project
  - Vergine bella zu fünf Stimmen: Noten und Audiodateien im International Music Score Library Project
  - Vergine chiara zu fünf Stimmen: Noten und Audiodateien im International Music Score Library Project
  - Vergine santa zu fünf Stimmen: Noten und Audiodateien im International Music Score Library Project
- Vincenzo Ruffo
  - Madrigal Ben mille notte ho già passato in pianto zu vier Stimmen: Noten und Audiodateien im International Music Score Library Project
  - Madrigal Fiere silvestre che per lati campi zu vier Stimmen: Noten und Audiodateien im International Music Score Library Project
  - Madrigal Miser, in van mi dolgio e mi lamento zu vier Stimmen: Noten und Audiodateien im International Music Score Library Project
  - Madrigal Monti, selve, fontane, piagge e fassi zu vier Stimmen: Noten und Audiodateien im International Music Score Library Project
- Tielman Susato
  - 30 Chansons in dem Tiers livre des chansons zu zwei bis drei Stimmen, 1552
  - 30 Chansons zu vier bis sechs Stimmen in 8 Auflagen, 1543–1552
  - Publikationen (Originaldrucke)
    - „Le premier [-XIV] Livre des chansons“ zu vier bis acht Stimmen, 1543–1555
    - „La Fleur des chansons […] livre I [-IV]“ zu zwei bis vier Stimmen, 1552 (in Band 3 ausschließlich 2- bis 3-stimmige Kompositionen Susatos)

## Musiktheoretische Schriften
- Jan Belle – Musices encomion, Maastricht: Jacob Baethen (vermutlich erstes musikalisches Werk von Jan Belle, nicht überliefert)
- Adrianus Petit Coclico – Compendium musices, Nürnberg: Joannis Montani & Ulrici Neuberi: Noten und Audiodateien im International Music Score Library Project
- Johannes Fries – Synopsis isagoges musicae, Zürich: Noten und Audiodateien im International Music Score Library Project

## Geboren

### Genaues Geburtsdatum unbekannt
- Girolamo Belli, italienischer Komponist († um 1618)

### Geboren um 1552
- Jacobus Florius, franko-flämischer Komponist, Sänger und Kapellmeister († nach 1599)
- Gregor Lange, deutscher Kantor und Komponist († 1587)

## Gestorben

### Todesdatum gesichert
- 08. Januar: Eustorg de Beaulieu, französischer Autor, Geistlicher und Komponist (* um 1495)
- 26. Februar: Heinrich Faber, deutscher Pädagoge und Musiktheoretiker (* um 1490)
- 05. Juli: Laux Maler, deutscher Lautenbauer, in Bologna wirkend (* 1485)

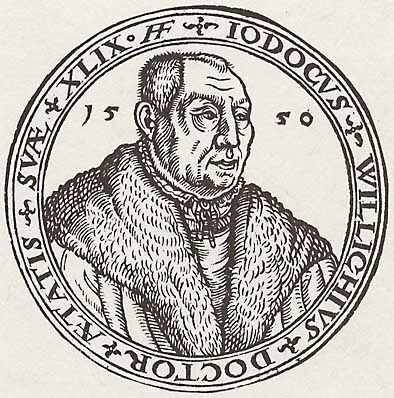
Jodocus Willich; † 12. November

- 12. November: Jodocus Willich, ostpreußischer Arzt, Philologe, Universalgelehrter und Gründer der ersten bürgerlichen Musiziergemeinschaft Deutschlands (* 1501)
- 21. Dezember: Heliodoro de Paiva, portugiesischer Komponist, Philosoph und Theologe (* um 1502)

### Gestorben um 1552
- Pierre Attaingnant, französischer Musiknoten-Drucker, Musikverleger, Buchhändler und Komponist (* um 1494)

### Gestorben nach 1552
- Sebastian von Felsztyn, polnischer Musiktheoretiker und Komponist (* zwischen 1480 und 1490)
- Jean l’Héritier, franko-flämischer Komponist (* um 1480)